# Ritter Pásmán
Ritter Pásmán (gelegentlich auch Ritter Pázmán geschrieben) ist die einzige Oper von Johann Strauss (Sohn). Das Libretto stammt von Ludwig von Dóczi und basiert auf der ungarischen Erzählung Pázmán lovag von János Arany. Die Uraufführung der dreiaktigen komischen Oper fand am 1. Januar 1892 an der Wiener Hofoper statt.

## Handlung

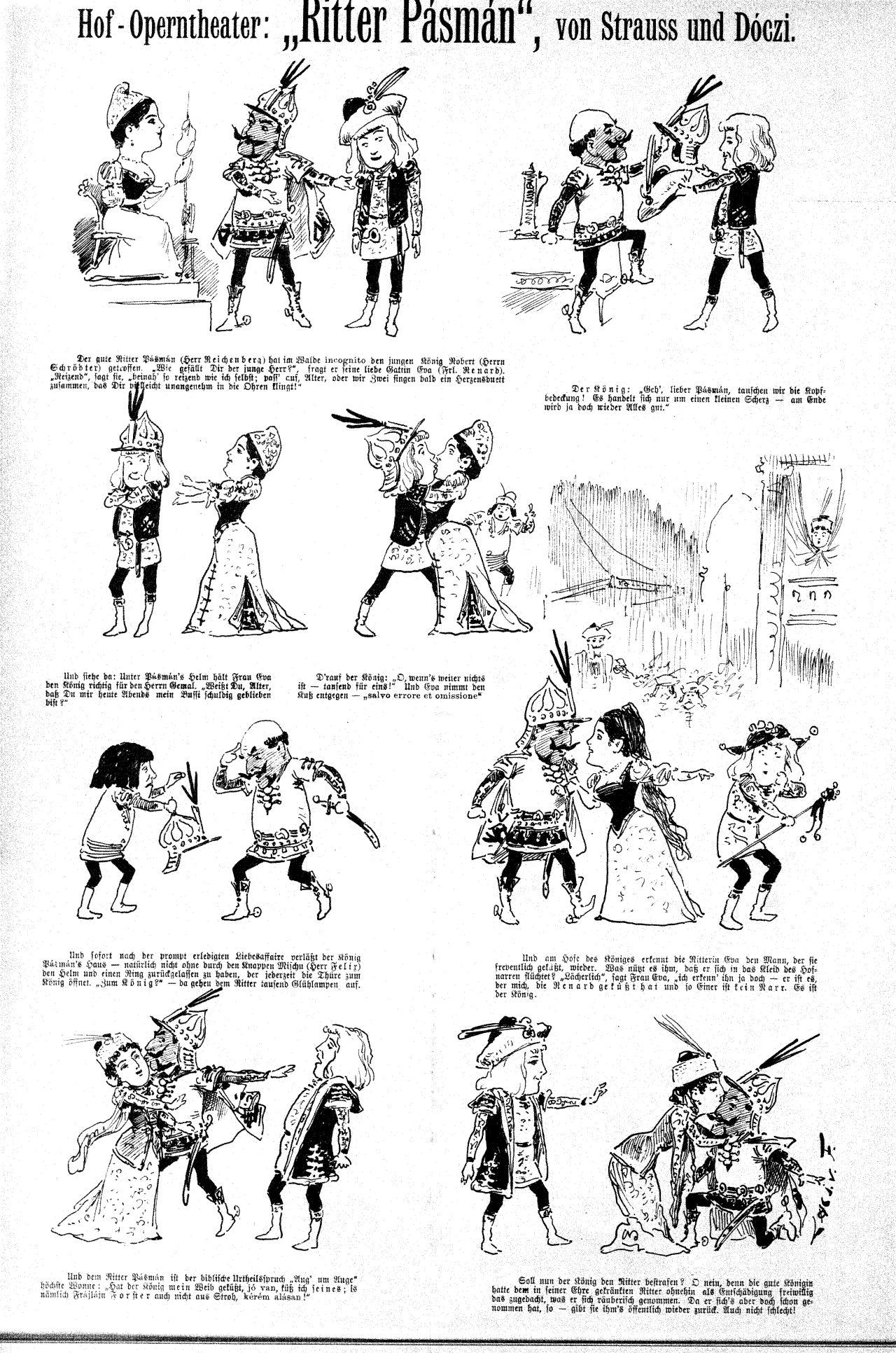
Die Handlung als Comic

Die Oper spielt in Ungarn zur Zeit der Renaissance.
Beim Essen anlässlich einer Jagd küsst ein Jäger die Frau von Ritter Pásmán auf die Stirn. Erst nach der Mahlzeit erfährt Pásmán von dem Vorfall und reagiert eifersüchtig. Er begibt sich an den Hof des Königs, dem er seine Beschwerde vorträgt. Er verlangt als Wiedergutmachung, die Frau des unbekannt gebliebenen Jägers küssen zu dürfen. Die Sache nimmt eine überraschende Wendung, als der König erklärt, er sei der unbekannte Jäger gewesen. Als Ergebnis darf Pásmán nun die Königin küssen.

## Instrumentation
Die Orchesterbesetzung der Oper enthält die folgenden Instrumente:
- Holzbläser: Piccoloflöte, zwei Flöten, zwei Oboen, Englischhorn, zwei Klarinetten, Bassklarinette, zwei Fagotte
- Blechbläser: vier Hörner, zwei Trompeten, drei Posaunen
- Pauken, Schlagzeug: Große Trommel, Kleine Trommel, Becken, Triangel, Glockenstäbe
- Harfe
- Zimbal
- Streicher

## Werkgeschichte
Die Uraufführung fand am 1. Januar 1892 in Gegenwart des Komponisten an der Wiener Hofoper unter der musikalischen Leitung und Regie des Hofoperndirektors Wilhelm Jahn statt. Das Bühnenbild stammte von Anton Brioschi. Es sangen Fritz Schrödter (Karl Robert von Anjou), Ellen Brandt-Forster (Königin), Franz von Reichenberg (Ritter Pásmán), Marie Renard (Eva), Josef Ritter (Rodomonte), Anton Schittenhelm (Omodé), Benedikt Felix (Mischu) und Josefine von Artner (Gundy).
Musikliebhaber hatten mit Spannung die Premiere der ersten und einzigen Oper von Johann Strauss erwartet. Man erwartete eine Oper, die den großen und erfolgreichen Operetten des Meisters wie z. B. Die Fledermaus in nichts nachstehen würde. Allerdings konnte das Werk diese Erwartungen bei weitem nicht erfüllen. Ein Hauptgrund dafür war die banale Handlung. Die Musik von Strauss erreichte auch nicht das erwartete Niveau, auch wenn er ungarische Klänge und Formen wie den Csárdás benutzte. Dabei setzte er sogar das Zimbal ein, ein in der Oper eher ungewöhnliches Instrument. Das Werk wurde anschließend nur acht Mal in der Wiener Hofoper (Staatsoper) aufgeführt. Heute wird die Oper kaum noch gespielt. Einige Nummern haben sich allerdings erhalten und werden bei verschiedenen Konzerten aufgeführt. Dazu gehören unter anderem die Ouvertüre und die Ballettmusik, der Pásmán-Walzer, die Pásmán-Polka, ein Csárdás, der Eva-Walzer und die Pásmán-Quadrille, die Strauss separat unter Opus 441 herausbrachte.

## Aufnahmen
- 27. Oktober 1975 (live, konzertant aus Wien, stark gekürzt): Heinz Wallberg (Dirigent), Symphonie-Orchester des ORF Wien, Chor des ORF Wien. Eberhard Waechter (Ritter Pásmán), Josef Hopferwieser (Karl Robert von Anjou), Sona Ghazarian (Königin), Trudeliese Schmidt (Eva), Artur Korn (Rodomonte), Horst Witsche (Omodé), Axelle Gall (Gundy), Peter Drahosch (Mischu). UORC LP: 333 (2 LPs), Orfeo C200062 (2 CDs).[5][6]